# 始祖鸟公司
49°18′17″N 123°00′50″W / 49.304608°N 123.01397°W

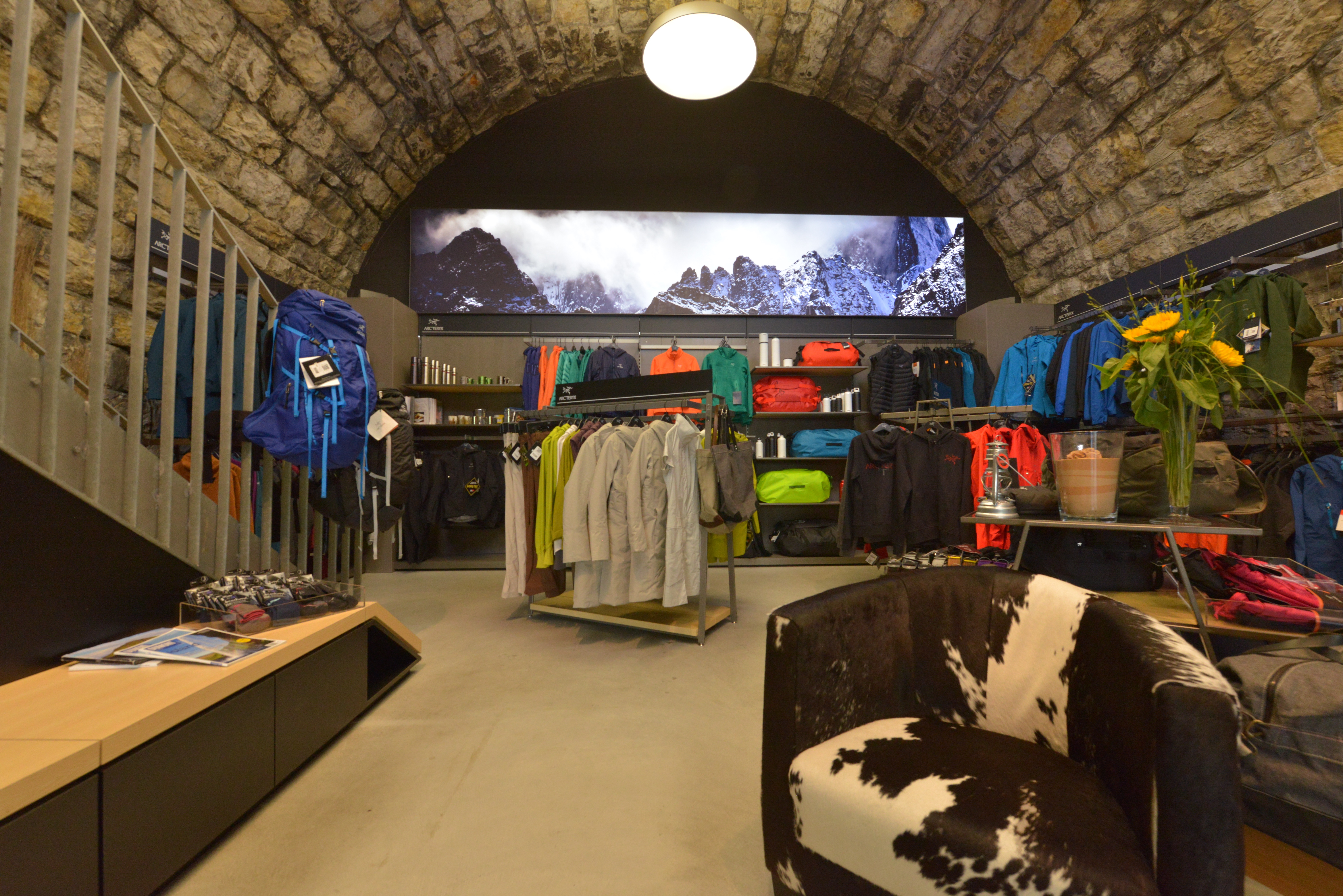
Arc'teryx蘇黎世店

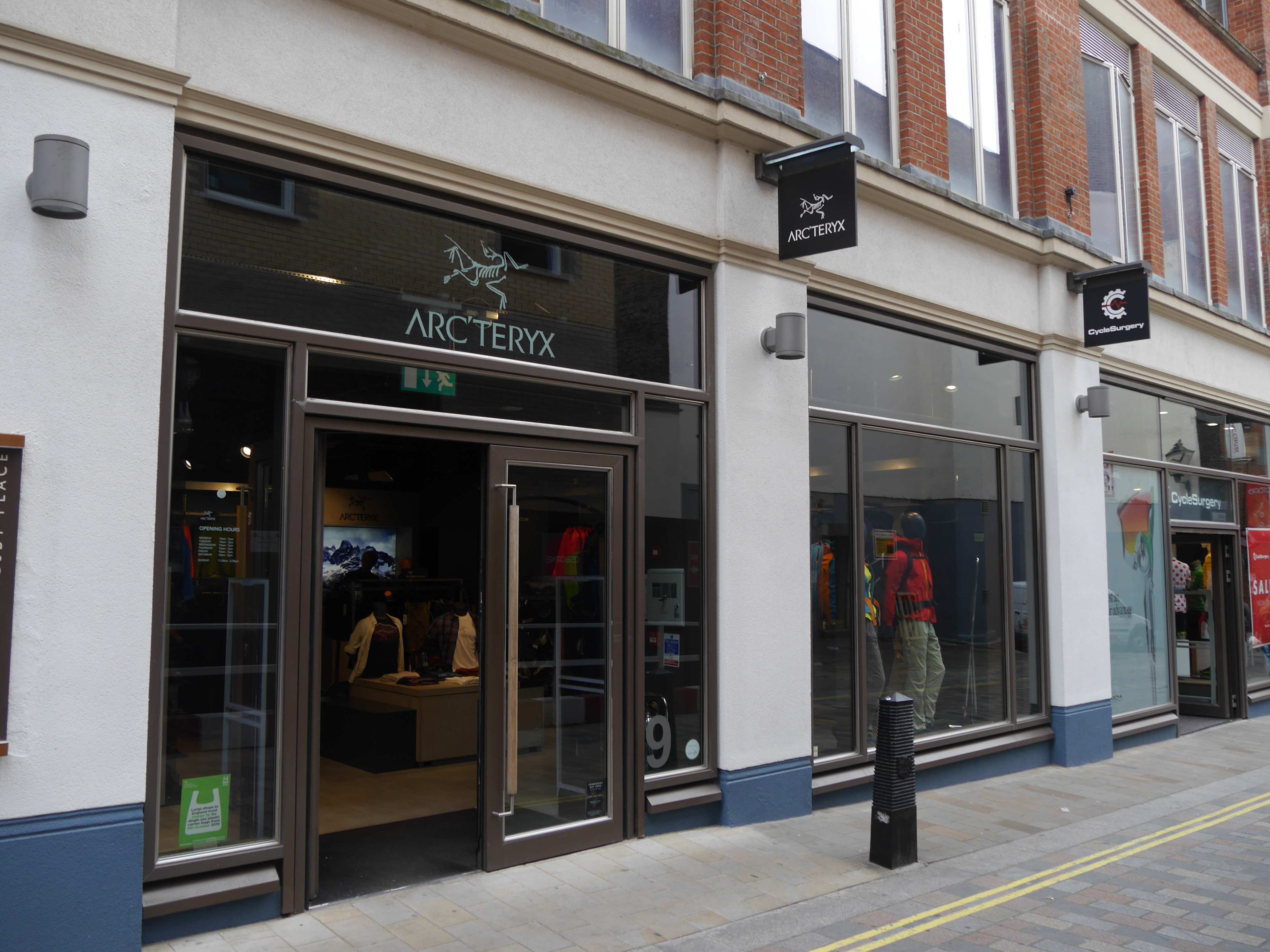
Arc'teryx倫敦默瑟街店

始祖鸟（Arc'teryx），或译加拿大鸟，是加拿大的一个主要出品户外服装、运动装备的公司。

## 历史
1991年成立于加拿大不列颠哥伦比亚的温哥华。目前虽然有部分附属产品的生产移至了新西兰、越南和中国等地，但该公司的总部、设计室、主要的生产车间仍然在温哥华，其产品多用于攀岩、徒步等活动。位于北温哥华的设计研发中心，被命名为Arc'One。
该公司由Dave Lane和Jeremy Guard创建，原名为Rock Solid，最早的产品是攀岩装备。通过使用热压合技术，从而设计并生产出了Vapor系带，该产品此后成为该公司最流行的产品之一。公司运营的第二年，随着公司重新定位并召集新员工，Arc'teryx推出了也采用Vapor技术的Bora系列背包。1996年，Arc'teryx获得了WL Gore and AssociatesGore-Tex面料的使用授权，公司随后将应用于新服装的生产。
Arc'teryx的LEAF(Law Enforcement and Armed Forces)生产线主要针对军警市场。在消费者和互联网市场上，往往将其简称为“军鸟”。在设计上，一些系列与其应的民用型号对应，而其他系列，比如Arc'teryx的Tango和Charlie背包，则采用了迷彩的样式，完全针对军用。在色彩上，军鸟系列不同于普通产品线，没有丰富的亮色。相反，军鸟产品采用暗色系和军规颜色，如狼灰色，游骑兵绿等。军鸟系列产品当前只有ALPHA夹克等极少数产品为加拿大制造，其余如ASSAULT SHIRT产品多为海外生产，如萨尔瓦多和越南等。
Arc'teryx另有高端商务系列，名为Veiliance，下简称商鸟。商鸟系列主要涵盖商务版型的西装和城市风格服饰，又将始祖鸟的高科技面料和立体剪裁应用其中，从而诞生了很多具有防护效果的商务服饰。
Arc'teryx属于高端的户外品牌，产品价格昂贵。畅销的服装系列包括Theta AR和Gamma MX短上衣。始祖鸟的设计获得了Backpacker、Outside、Climbing、Men's Journal以及Powder杂志在内的一系列奖项。

2002年，Arc'teryx公司被Adidas-Salomon集团收购。2005年，Salomon从A-S集团分拆售予芬兰的Amer Sports集团，如今Arc'teryx是Amer旗下Salomon集团的子公司。
Arc'teryx的名字和商标来源于始祖鸟，图案形象基于1880年前后于德国发现的化石标本（Berlin Specimen，HMN 1880），该标本是迄今最完整的始祖鸟化石。
2019年2月25日，安踏体育公布收购 “始祖鸟”母公司亚玛芬体育，而且已收到墨西哥联邦经济竞争委员会有关完成要约收购的必要批准。

## 引用
1. ↑  Mackie, John. . Vancouver Sun. October 2, 2013  [November 27, 2013]. （原始内容存档于2018-09-01）.
2. ↑  Corporate factsheet, newsroom.arcteryx.com, May 01, 2018
3. ↑  Nowakowski, Natasha,"Arc'teryx a perfect fit for adidas' Salomon business" （页面存档备份，存于）, The Portland Business Journal, November 8, 2002.
4. ↑  Crane, Leah, "Salomon Sold to Amer Sports" （页面存档备份，存于）, Transworld Business Magazine, August 9, 2005